# Santiago González Portillo

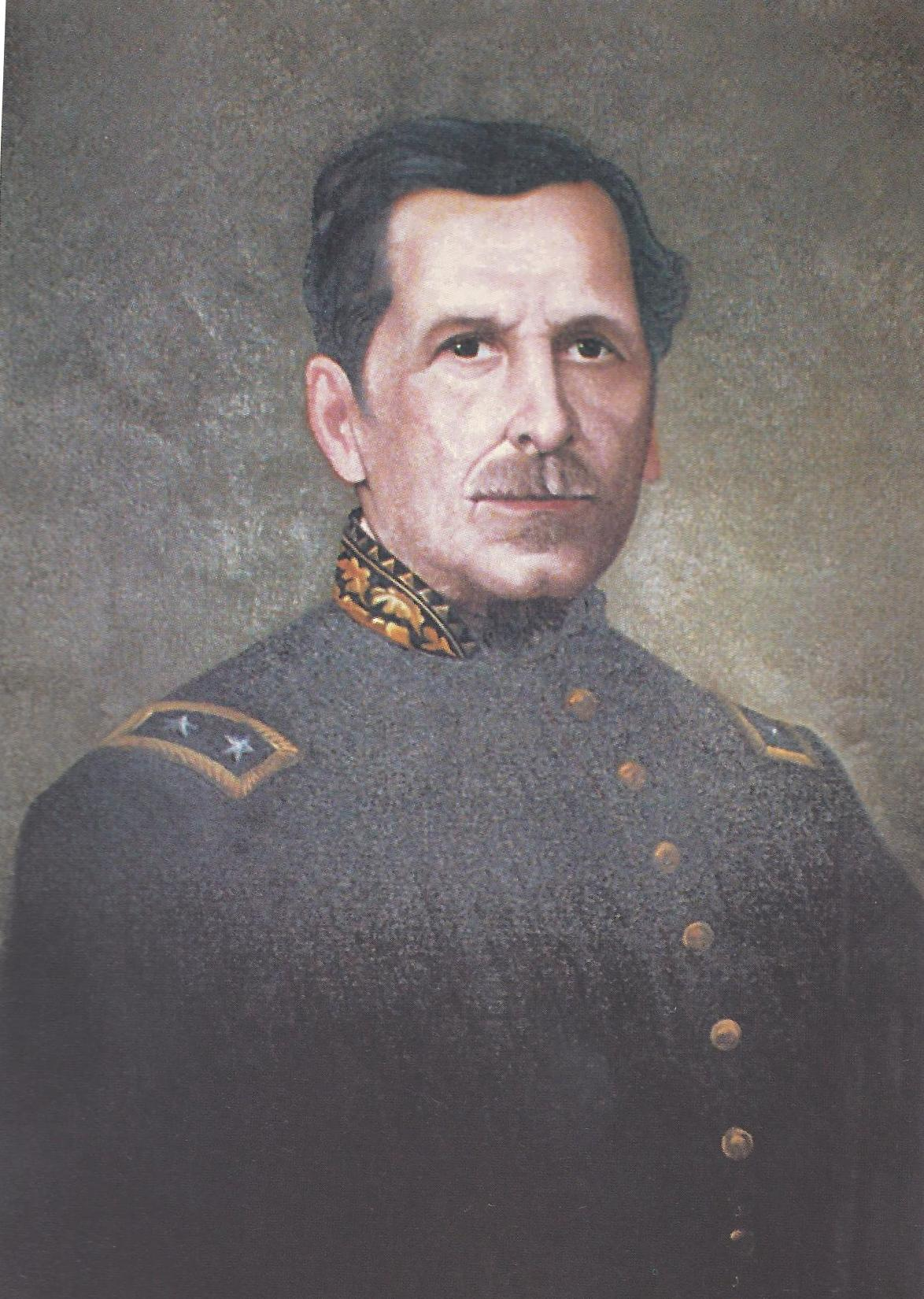
Santiago González Portillo

Santiago González Portillo (* 25. Juli 1818 in Zacapa
, Guatemala; † 1. August 1887 in San Salvador, El Salvador) war vom 15. April 1871 bis 11. Januar 1876 Präsident von El Salvador.

## Leben
Er war Mitglied des Partido Liberal. 1850 flüchtete er vor der Verfolgung durch das Regime von José Rafael Carrera Turcios aus Guatemala nach El Salvador. In der Regierung von Gerardo Barrios bekleidete er verschiedene Regierungsämter. Am 21. Februar 1862 wurde er als Präsidentschaftskandidat aufgestellt und darauf für die Amtsperiode von 1862 bis 1863 gewählt. Als Anfang 1863 ein Krieg zwischen El Salvador und Guatemala ausbrach, wurde er Militärkommandant des Grenzdepartamentos Santa Ana. Im Juli 1863 paktierte er mit Carrera und wurde zum Oberkommandierenden des guatemaltekischen Heeres. Als die Armee von El Salvador geschlagen war, erkannte González die Präsidentschaft von Barios nicht an, sondern jene von Francisco Dueñas Díaz vom Partido Conservador. Im Regierungskabinett von Dueñas war Mariscal González von 1863 bis 1871 Kriegs- und Marineminister. 1865 hatte er den Vorsitz in einem Kriegstribunal, welches Barrios wegen versuchtem Volksaufstand zum Tod verurteilte. In der Zeit seines Ministeramtes heiratete er am 1. März 1866 Soledad Fortis. Am 12. April 1871 stürzte er Dueñas und wurde Präsident. Als Präsident verfolgte er eine liberale Politik, 1872 erließ er Gesetze, welche die Glaubensfreiheit zusicherten, die Säkularisation der Friedhöfe, Zivilehe und Zivilscheidung, sowie ein laizistisches Bildungswesen und die Unterdrückung religiöser Orden sanktionierten.
Am 1. Februar 1876 übergab er sein Amt an den Latifundisten Cafetalero Andrés del Valle.